# Kate Capshaw

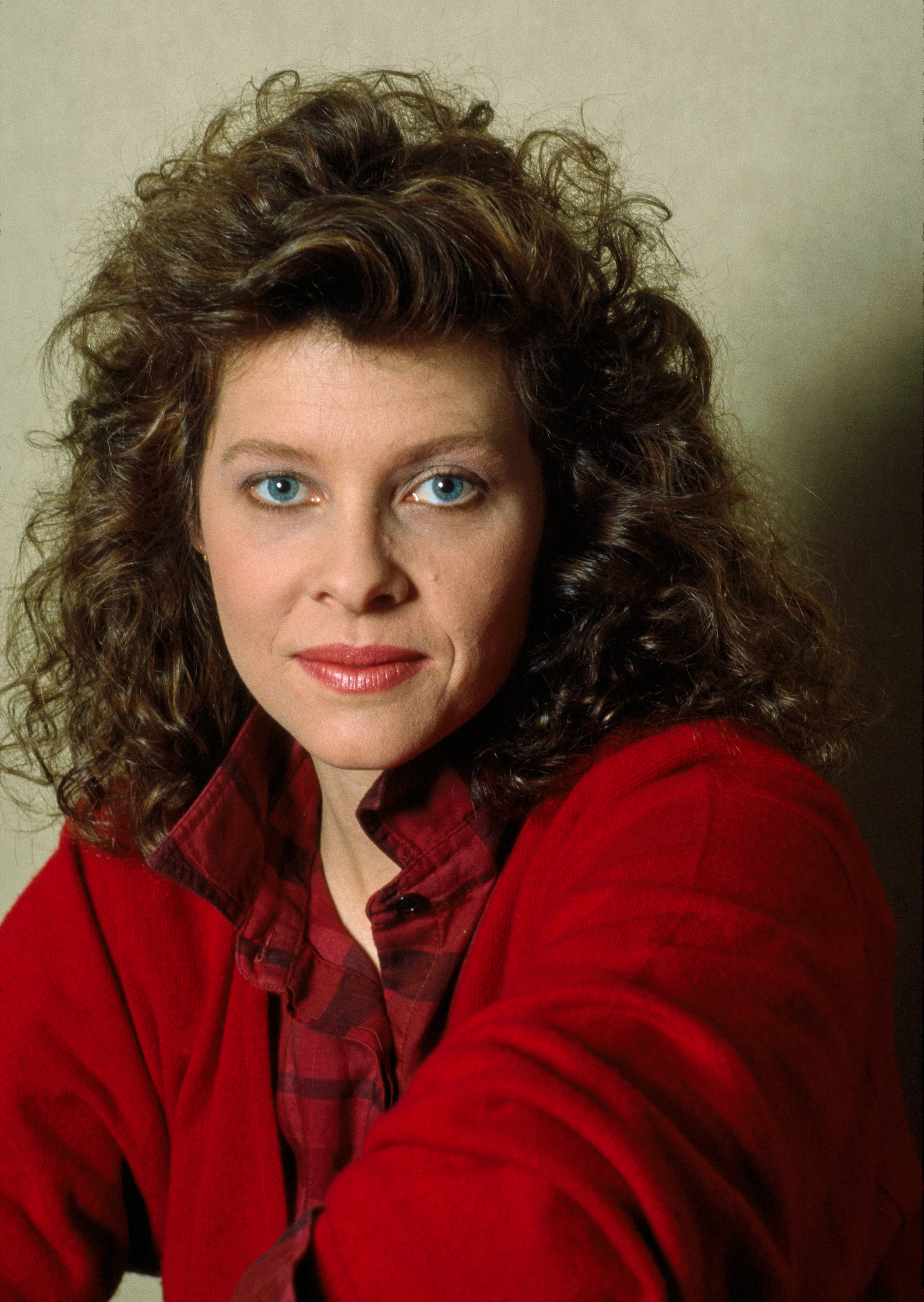
Kate Capshaw (1984)

Kate Capshaw (* 3. November 1953 in Fort Worth, Texas als Kathleen Sue Nail) ist eine US-amerikanische Schauspielerin.

## Leben
Kate Capshaw arbeitete zunächst als Model und Sonderschullehrerin, bevor sie mit fast 30 Jahren von Fernsehen und Film entdeckt wurde. Ihren bedeutendsten Auftritt hatte sie 1984 mit der weiblichen Hauptrolle in Indiana Jones und der Tempel des Todes, dem zweiten Teil der Indiana-Jones-Pentalogie von Regisseur Steven Spielberg. Negative Kritiken für ihre Darstellung schadeten Kate Capshaws weiterer Karriere. Sie nahm in der Folgezeit – bis auf die Hauptrolle in dem Actionthriller Todesgrüße aus Havanna (1987) – meist nur noch kleinere Rollen an und konzentrierte sich auf ihr Familienleben. In Ridley Scotts Actionthriller Black Rain hatte sie 1989 an der Seite von Michael Douglas und Andy Garcia noch einmal eine größere Nebenrolle als Nachtclubhostess.

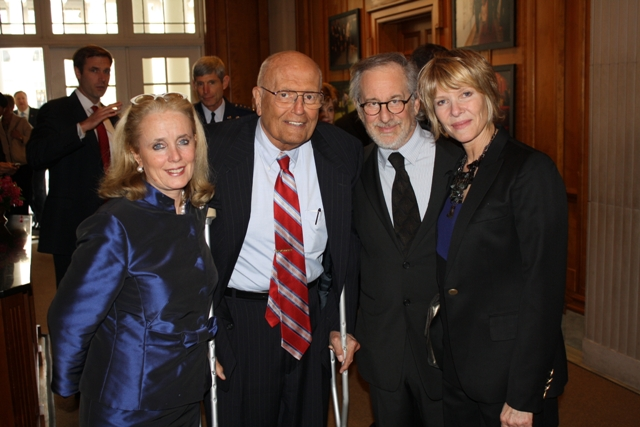
Capshaw (rechts) neben ihrem Ehemann Steven Spielberg und Debbie und John Dingell (2010)

Kate Capshaw ist seit 1991 mit Steven Spielberg verheiratet und hat mit ihm drei leibliche und zwei adoptierte Kinder. Aus ihrer ersten Ehe mit dem Marketing-Direktor Robert Capshaw stammt ihre Tochter Jessica Capshaw (* 1976), die ebenfalls Schauspielerin ist.

## Filmografie
- 1981: The Edge of Night (Fernsehserie)
- 1982: Der verführte Mann (A Little Sex)
- 1982: Baby Thieves – Geraubte Kinder (Missing Children: A Mother’s Story, Fernsehfilm)
- 1984: Indiana Jones und der Tempel des Todes (Indiana Jones and the Temple of Doom)
- 1984: Dreamscape – Höllische Träume (Dreamscape)
- 1984: Angriff ist die beste Verteidigung (Best Defense)
- 1984: Windige Stadt (Windy City)
- 1986: Power – Weg zur Macht (Power)
- 1986: Space Camp (SpaceCamp)
- 1987: Er kam aus der Sonne (The Quick and the Dead)
- 1987: Träume der Liebe (Ti presento un’amica)
- 1987: Todesgrüße aus Havanna (Her Secret Life, Fernsehfilm)
- 1988: Cops im Zwielicht (Fernsehfilm)
- 1989: Black Rain
- 1990: Die Liebe eines Detektivs (Love at Large)
- 1991: My Heroes Have Alyways Been Cowboys
- 1993: Black Tie Affair (Fernsehserie, fünf Folgen)
- 1994: Next Door – Zur Hölle mit den Nachbarn (Next Door, Fernsehfilm)
- 1994: Perfect Love Affair
- 1995: Ein amerikanischer Quilt (How to Make an American Quilt)
- 1995: Im Sumpf des Verbrechens (Just Cause)
- 1996: Duke of Groove (Kurzfilm)
- 1996: No Dogs Allowed (Kurzfilm)
- 1997: Alarm-Profis (Life During Wartime)
- 1997: Kansas Nights
- 1999: Der Liebesbrief (The Love Letter)
- 2001: Girls in the City (A Girl Thing, Fernsehfilm)
- 2002: Due East (Fernsehfilm)